# Angelo blu (Achille Lauro)
Angelo blu è un singolo del cantautore e rapper italiano Achille Lauro, pubblicato il 22 giugno 2018 come sesto estratto dal quarto album in studio Pour l'amour.
Realizzato in collaborazione con Cosmo, il singolo è entrato in rotazione radiofonica dal giorno di pubblicazione.

## Descrizione
Il brano racconta un amore sofferto, costellato da delusioni e visto come una droga, una dipendenza della quale ci si vuole liberare, ma che allo stesso tempo cerchiamo sempre. In un'intervista con la Red Bull, Achille Lauro, Boss Doms e Cosmo raccontano di essersi incontrati «un paio d'anni fa» ad un festival. I due produttori hanno trovato subito un'intesa musicale, perché entrambi lavorano con strumenti musicali veri.
Arrivato in studio pensavo a un tema, a un'idea che potesse avvicinarsi al sound. È una cosa molto vicina alla droga, a un mood sognante, però non volevamo sporcare con questo tema, quindi abbiamo deciso di fare una cosa a metà tra la poesia e la droga.»
(Achille Lauro su Red Bull Music)

## Video musicale
Il video musicale del brano, pubblicato l'11 luglio 2018 sul canale YouTube di Achille Lauro, è stato diretto da Andrea Labate. Nel video si alternano delle scene provenienti da un live organizzato dalla Red Bull, e diversi primi piani di Lauro e Cosmo.